# Lauderdale Maule
Pour les articles homonymes, voir Maule.
Lauderdale Maule, (27 mars 1807 – 1er août 1854) est un militaire écossais, le deuxième fils de William Ramsay-Maule.

## Biographie
Né au château de Brechin, il entre au 39e Régiment d'infanterie comme enseigne le 24 août 1825. En 1835, il est promu capitaine dans le 95e Régiment d'infanterie, et transféré dans le 79e Régiment d'infanterie le 21 août 1835. Il est promu au grade de major en 1840, et Lieutenant-colonel le 14 juin 1842 commandant le 79e.
Il est nommé sous Lieutenant de Forfarshire en 1850, et est député pour que le comté de 1852 à 1854. Il prend sa retraite de l'armée en 1852, mais est nommé arpenteur général de l'Artillerie le 15 janvier 1853. Au cours de la Guerre de Crimée, à Varna, il contracte le Choléra, et il est mort de la maladie à Constantinople.
Il est commémoré dans l'église de Panbride.